# Peire d'Alvernhe
Peire d'Alvernhe o d'Alvernha o d'Auvernhe, italianizzato in Pietro d'Alvernia (1130 circa) è stato un trovatore alverniate (attivo 1149–1170), della cui opera ci restano ventuno o ventiquattro composizioni, in uno stile "esoterico" e "formalmente complesso" conosciuto come trobar clus. Nella Divina Commedia di Dante è il primo trovatore menzionato per nome.

## Vita
In base a quanto si legge nella sua vida, Peire era figlio di un cittadino della Diocesi di Clermont, e la sua popolarità fu grande durante e dopo la sua vita. Considerato di bell'aspetto, affascinante, sapiente e colto, fu egli "il primo buon inventore di poesia che andasse oltre le montagne" (vale a dire i Pirenei), fino in Spagna, laddove trascorse il suo tempo alla corte di Alfonso VII di Castiglia e in quella di suo figlio Sancho III nel 1157–1158. È possibile che nel 1158 egli fosse presente a un riunione tra Sancho di Castiglia, Sancho VI di Navarra e Raimondo Berengario IV di Barcellona. L'autore della vida, nel suo commento, considera le sue poesie le più belle fino a Giraut de Borneill e le sue melodie le migliori in assoluto. L'anonimo biografo ricorda che le sue informazioni, riguardo agli anni successivi di Peire, provengono da Dalfi d'Alvernha, per cui qualcuno ipotizza che possa essere stato proprio Dalfi l'autore della vida di Peire.
Secondo un'affermazione del collega trovatore Bernart Marti, Peire entrò presto nella vita religiosa, ma abbandonerà gli ordini sacri in cambio di una vita da menestrello itinerante. Peire potrebbe essere lo stesso Petrus d'Alvengue e Petrus de Alvernia che compare nei documenti che ci sono pervenuti da Montpellier, risalenti all'anno 1148. Peire sembra avere coltivato il favore della famiglia governante della Corona di Aragona, mentre le sue poesie contengono allusioni ai conti di Barcellona e alla Provenza. Forse egli, stava seguendo l'usanza dei signori di Montpellier del suo tempo, i quali, sebbene vassalli del Conte di Tolosa, erano favorevoli all'Aragonese. Allo stesso tempo Peire ottenne il sostegno di Raimondo V di Tolosa. Nei suoi vagabondaggi può aver trascorso un certo periodo a Cortezon, alla corte del nobile minore e trovatore Raimbaut d'Aurenga.
Peire visse a lungo fino a tarda età, e fece penitenza prima di morire.

## Poesia
Peire scrisse in massima parte cansos, che ai suoi tempi, come la sua vida pone in rilievo, venivano chiamate vers. Inventò anche la "canzone pia", scrivendone sei che trattavano scrupolosamente argomenti di religione, devozione e spiritualità. Anche nei suoi lavori più profani, tuttavia, si può rilevare l'influenza moralizzante dell'anziano Marcabru, con cui forse era in rapporti. Una delle ultime canzoni di Marcabru è una satira di una delle prime cansos di Peire d'Alvernhe. La complessità di Marcabru è così anche trasmessa a Peire.
Sul tema dell'amor cortese, Peire, che aveva abbandonato presto la vita religiosa, arrivò ad abbandonare più tardi le pretese del fin'amor. Quando Peire sposa l'amore dello Spirito Santo nel cortez' amors de bon aire ("amor cortese di buon aria"), egli è l'unico trovatore che abbia mai usato il termine "amor cortese". Anche qui, può essere vista l'influenza marcabruniana. In una successiva canzone di crociata, Peire difendeva l'abbandono di Marcabru del carnal amar. Egli sostiene il gran sabers ni purs ("grande e puro sapere") attraverso il bon'amor. Insieme a Bernart Marti, Bernart de Venzac e Gavaudan, Peire faceva parte di una "scuola marcabruniana". Ciò nonostante, come menzionato precedentemente, Bernart Marti attacca Peire per rivendicare uno stato spirituale superiore:
La filosofia estetica di Peire teneva in gran conto la "canzone intera" (vers entiers), come egli definiva i suoi componimenti completati, denigrando tutte le altre opere in quanto incomplete e imperfette. Tuttavia, da Marcabru, Peire riprende la nozione del trobar braus come un formato legittimo per temi "ruvidi".
Una canzone anonima della quinta crociata, Lo Senhre que formet lo tro, scritta tra la primavera del 1213 e il luglio del 1214 è stata attribuita a Peire d'Alvernhe, ma la datazione rende impossibile questa attribuzione. In una tenzone tra un Bernart (probabilmente Bernart de Ventadorn) e un innominato Peire, forse proprio Peire d'Alvernhe, quest'ultimo argomenta che "non si conviene alle signore fare richieste d'amore; è giusto che gli uomini si dichiarino a loro implorando la loro misericordia".
Di gran lunga, tuttavia, l'opera più famosa di Peire è Chantarai d'aquest trobadors, un sirventes scritto a Puivert (Puoich-vert) in cui ridicolizza dodici trovatori contemporanei ("una galleria poetica") elogiando sé stesso. Si è ipotizzato che questo componimento fosse stato per la prima volta recitato alla presenza di tutti e dodici i poeti ridicolizzati nella tarda estate del 1170, mentre Eleonora, figlia di Enrico II d'Inghilterra, portava un'ambasceria ad Alfonso VIII di Castiglia ospitato a Puivert. Se la data precedente non viene accettata, si può forse fornire una data successiva al 1165 — considerando il fatto che Giraut de Borneill era attivo solo a cominciare dal 1170 ca. — e certamente prima del 1173, quando Raimbaut d'Aurenga muore. Il Monge de Montaudon successivamente compone una parodia della satira di Peire, Pos Peire d'Alvernhl a chantat.
Chantarai d'aquest trobadors è quasi unanimemente considerata oggi come una parodia giocosa e non come un'opera di letteratura impegnata o di critica artistica. L'oscurità della maggior parte dei poeti ridicolizzati e l'attacco portato su tali caratteristiche personali, come l'aspetto e le maniere, è stata citata a sostegno della tesi che la parodia fosse stata fatta alla presenza di tutti e dodici le vittime e che fosse, in ultima analisi, di buon cuore. Oltre alla critica di natura personale, molti degli attacchi lanciati da Peire alludono alle opere altrui, in particolare a quelle di Bernart de Ventadorn e Raimbaut d'Aurenga.

## Musica
Nella sua vida Peire viene acclamato cantore provetto e il più grande compositore di melodie per poesie fino allora conosciuto. La famosa Chantarai d'aquestz trobadors di Peire contiene una tornada finale che ne indicherebbe la natura musicale, sebbene la sua melodia non sia sopravvissuta:
Tuttavia non è l'unica interpretazione data al termine «enflabotz»: il filologo Aniello Fratta lo traduce "gonfiavesciche" (boriosi), correlandolo al «vilanetz enflatz» che occorre al v. 64.
Esistono tuttora soltanto due melodie di Peire: una di Dejosta.ls breus jorns e.ls lonc sers, una canso, e un'altra della sua tenzone. Entrambe le loro notazioni moderne sono fornite da Aubrey, in The Music of the Troubadours.
Complessivamente, la musica di Peire è più melismatica di quella tipica dei trovatori e imita lo stile trobar clus dei suoi testi poetici.

## Opere
- ...vieill trobar [n]ovel[28]

### Cansos
- Ab fina joia comenssa
- Al dessebrar del pais
- Chantarai pus vey qu'a far m'er
- De Dieu non puesc pauc ben parlar (canzone religiosa)
- Deiosta·ls breus iorns e·ls loncs sers
- Deu lau car resta·l ...  (canzone frammentaria)
- Dieus, vera vida, verais (canzone religiosa)
- En estiu, qan crida·l iais
- Gent es, mentr' om n'a lezer (canzone religiosa)
- Lo fuelhs e·l flors e·l frugz madurs (canzone religiosa)
- L'airs clars e·l chans dels auzelhs
- Lauzatz si' Emanuel (canzone religiosa)
- Lo senher que formet lo tro (canzone di crociata)

### Romanza
- Rossinhol, el seu repaire[29][30]

### Sirventes
- Abans queill blanc puei sion uert[31]
- Belha m'es la flors d'aguilen[32]
- Bels m'es lo chans per la faia[33]
- Bel m'es, quan la roza floris
- Belh m'es qui a son bon sen
- Belh m'es qu'ieu fass' huey mays un vers
- Be m'es plazen[34]
- Chantarai d'aquestz trobadors
- Cui bon vers agrad' a auzir (sirventese religioso)
- Sobre·l vieill trobar e·l novel

### Tensos
- Amic Bernart del Ventadorn[35]

### Componimenti contesi ad altri trovatori
- Dieus verays, a vos mi ren (canzone religiosa di Arnaut Catalan)
- Dona, dels angils rehina (canzone religiosa di Peire de Corbiac)
- Ges per lo freg temps no m'irais[36] (canso di Cercamon)
- Se totz los gaugz els bes[37] (canso di Pons de Capduoill)